# Heinrich Krone

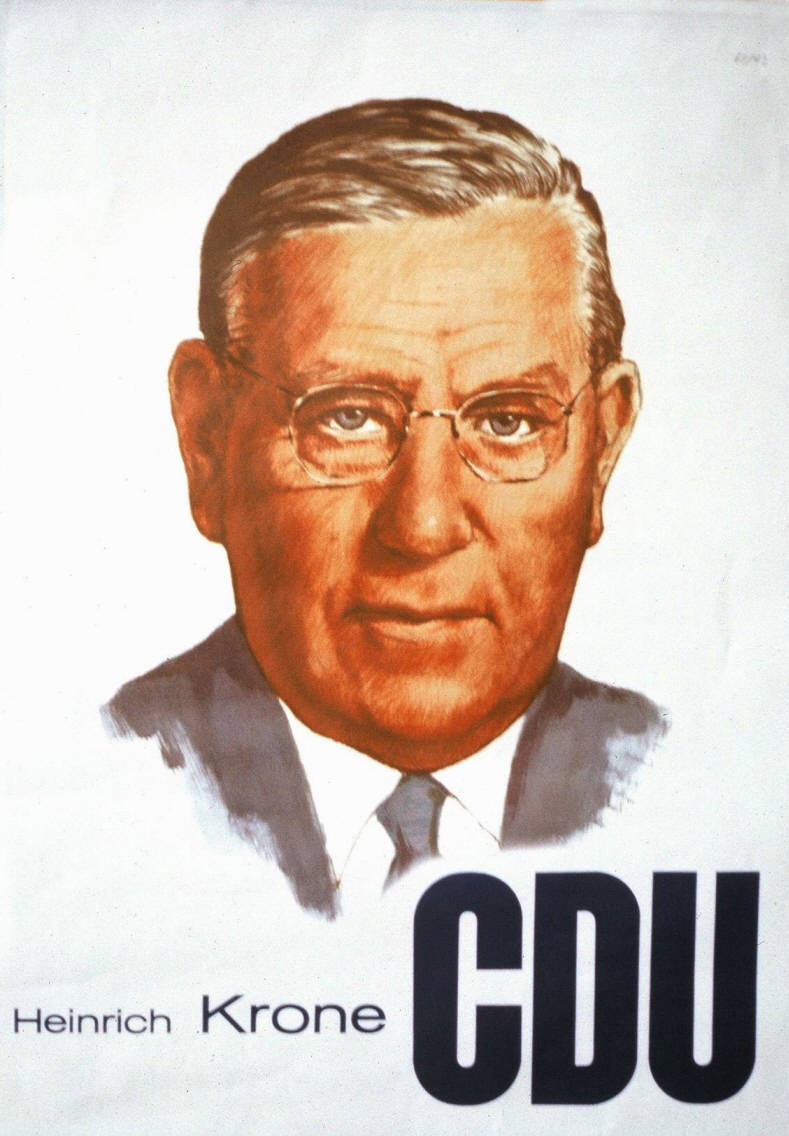
Heinrich Krone (1961)

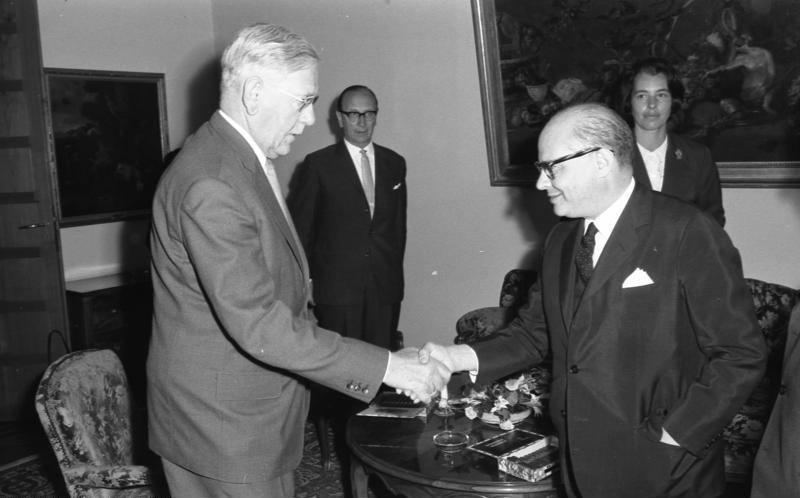
Krone (links) empfängt den Vorsitzenden der Liberalen Partei Kolumbiens, Carlos Lleras Restrepo (1964)

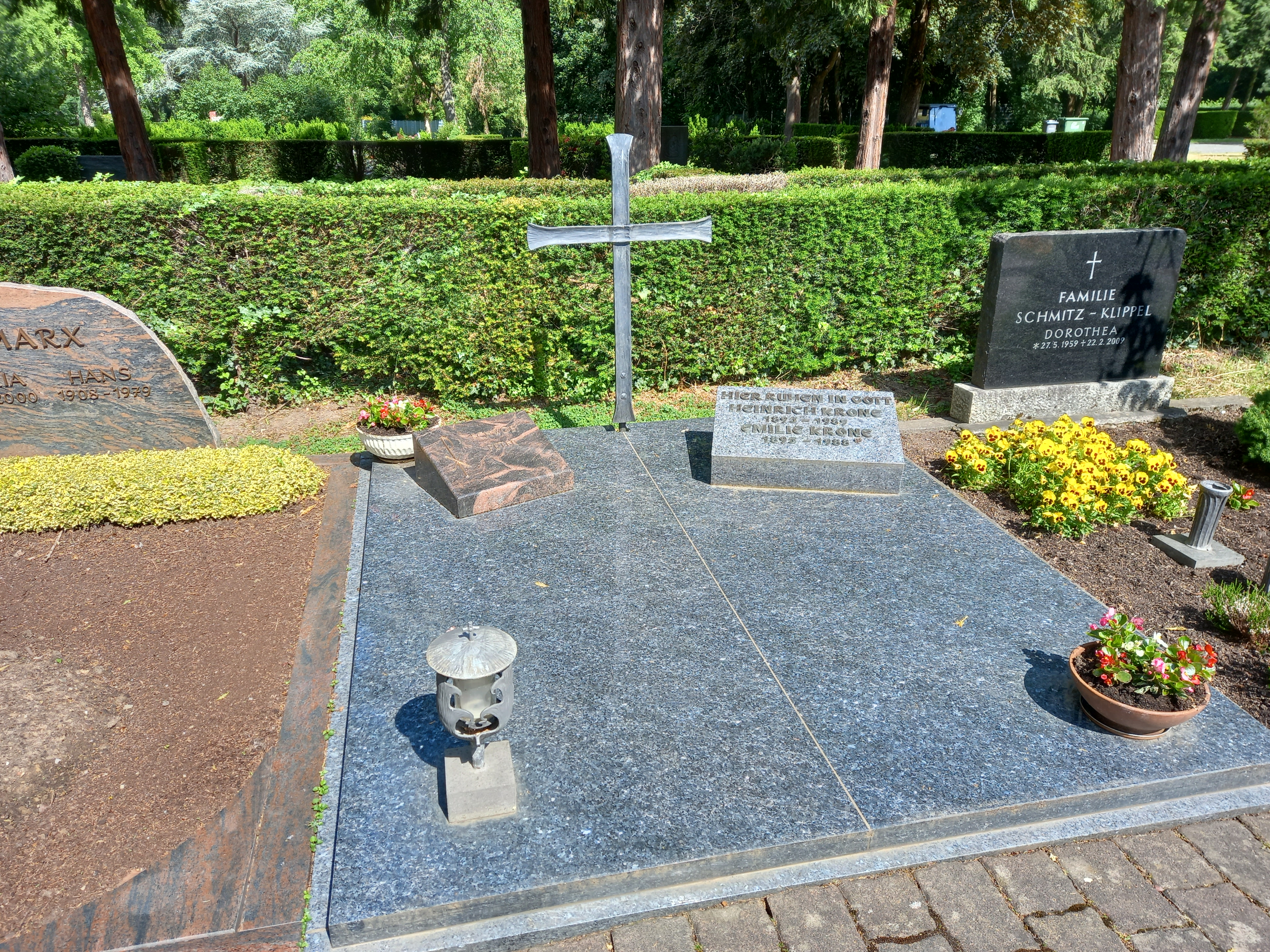
Das Grab von Heinrich Krone und seiner Ehefrau Emilie geborene Janiak auf dem Südfriedhof (Bonn)

Heinrich Joseph Krone (* 1. Dezember 1895 in Hessisch Oldendorf; † 15. August 1989 in Bonn) war ein deutscher Politiker (Zentrum, später CDU). Er war von 1955 bis 1961 Vorsitzender der CDU/CSU-Bundestagsfraktion, von 1961 bis 1964 Bundesminister für besondere Aufgaben und von 1964 bis 1966 Bundesminister für die Angelegenheiten des Bundesverteidigungsrates.

## Leben

### Ausbildung und Beruf
Heinrich Krone wurde als Sohn des Fabrikaufsehers Conrad Joseph Krone und dessen Frau Elisabeth Maria, geb. Kothe, in Hessisch Oldendorf geboren und wuchs in Algermissen bei Hildesheim auf. Nach dem Abitur 1914 am Bischöflichen Gymnasium Josephinum in Hildesheim begann er ein Studium der Katholischen Theologie, wurde aber noch im selben Jahr vom Preußischen Kriegsministerium dienstverpflichtet. Nach dem Ende des Ersten Weltkrieges absolvierte er von 1918 bis 1920 ein Lehramtsstudium für Neuere Sprachen und Latein in Münster, Göttingen und Kiel. Während des Studiums wurde er Mitglied im Verband der wissenschaftlichen katholischen Studentenvereine Unitas.
Er war nach dem Referendariat bis 1923 als Hilfslehrer in Kiel tätig und studierte hier gleichzeitig Volkswirtschaftslehre. 1923 promovierte er zum Dr. phil. mit einer von Ferdinand Tönnies betreuten Dissertation über Die Theorie der Stadt. In der Weimarer Republik engagierte er sich im Verein zur Abwehr des Antisemitismus. Nach 1933 half er Personen, die von den Nationalsozialisten bedrängt und verfolgt wurden, mithilfe des „Hilfsausschusses für katholische Nichtarier“. 1933 protestierte er vergeblich beim Innenministerium wegen des Übergriffs der SA auf Zivilisten während der Köpenicker Blutwoche. Von 1934 bis 1935 war er Geschäftsführer des Caritas-Notwerkes. Danach musste er seine Familie mit Gelegenheitsarbeiten über Wasser halten. Nach dem Attentat vom 20. Juli 1944 auf Adolf Hitler wurde er im Rahmen der Aktion Gitter für einige Wochen inhaftiert, jedoch nicht wie geplant ins KZ Sachsenhausen verlegt.

### Familie
Heinrich Krone hatte zwei Brüder, Wilhelm (1887–1982) und Konrad (1899–1966), und war mit Emilie Janiak (1895–1989) verheiratet. Mit ihr hatte er vier Kinder:
- Heinrich Adolf (1925–2021);
- Anna Elisabeth (* 1927);
- Konrad Hermann (1930–2021), war verheiratet mit Ursula Krone-Appuhn;
- Marianne (* 1939).

## Politik

### Partei
Im Jahr 1923 trat Krone  der Zentrumspartei bei und organisierte Kundgebungen gegen Hitlers Marsch auf die Münchner Feldherrnhalle. Von 1923 bis 1929 war er Stellvertretender Generalsekretär der Zentrumspartei sowie von 1923 bis 1929 zunächst Geschäftsführer und dann bis 1933 Bundesführer des Windthorstbundes, der Jugendorganisation der Zentrumspartei. Seit 1926 war Krone Mitglied im Bundesvorstand des Reichsbanners Schwarz-Rot-Gold.
Nach Kriegsende zählte er 1945 zu den Mitbegründern der CDU in Berlin. Zu diesem Zweck traf er sich im Frühsommer 1945 häufig mit Politikern wie Jakob Kaiser, Ernst Lemmer, Otto Lenz sowie Andreas Hermes, die zusammen mit Persönlichkeiten aus weiteren Bereichen, wie dem evangelischen Pfarrer Heinrich Grüber, den Professoren Eduard Spranger und Ferdinand Sauerbruch, die Gründung der Berliner CDU auf den Weg brachten. Der von den oben genannten Personen mitbeschlossene und -unterzeichnete Aufruf wurde am 22. Juni 1945 via Rundfunk verbreitet.
In Berlin gehörte er von 1947 bis 1951 dem CDU-Landesvorstand an. Er nahm maßgeblichen Einfluss auf die Gründung der Gesellschaft für christlich-demokratische Bildungsarbeit, der Vorläuferorganisation der Konrad-Adenauer-Stiftung.

### Abgeordneter
Im Jahr 1925 rückte er als Nachfolger des verstorbenen Peter Spahn in den Reichstag nach. Dem Reichstag gehörte er bis zum Ende der Weimarer Republik 1933 an. Am 23. März 1933 stimmte Krone mit seiner Fraktion dem Ermächtigungsgesetz zu.
Von 1949 bis 1969 war er Mitglied des Deutschen Bundestages, zunächst als Berliner Abgeordneter, von 1965 an über die niedersächsische Landesliste. Hier war er von August 1951 bis zum 15. Juni 1955 Parlamentarischer Geschäftsführer, vom 15. Juni 1955 bis 1961 Vorsitzender der CDU/CSU-Bundestagsfraktion. Als Abgeordneter und später als Minister galt Krone als enger Vertrauter von Konrad Adenauer, dem damaligen Bundeskanzler.
1952 gehörte Krone zu einer Gruppe von 34 Abgeordneten der CDU/CSU-Fraktion, die einen Gesetzentwurf zur Einführung des relativen Mehrheitswahlrechts in den Bundestag einbrachten. Auch zur Zeit der Großen Koalition gehörte er weiterhin zu den Verfechtern des Mehrheitswahlrechts. Sie fanden zwar auch Unterstützung bei Teilen der SPD, konnten sich aber insgesamt in der Koalition nicht durchsetzen.

### Vertrauter Adenauers
Er galt vor allem seit der Zeit seiner Tätigkeit als Vorsitzender der CDU/CSU-Bundestagsfraktion als einer der engsten politischen Vertrauten Konrad Adenauers.
Diese Vertrautheit entwickelte sich nicht zuletzt durch das eher kühle und autoritäre Verhalten Adenauers gegenüber Krones Vorgänger Heinrich von Brentano anfangs schleppend, obwohl sich Krone in der Bundestagsfraktion der CDU/CSU schon in den frühen 1950er-Jahren hohes Ansehen erarbeitete, indem er zum Teil die unter Brentano entstandenen Verstimmungen mit seinem Einsatz wettmachte. Diese waren entstanden, da Brentano vorgeworfen wurde, sich mehr um die Außenpolitik zu kümmern als beispielsweise um das Gesetzgebungsverfahren der Parlamentarier, was streng genommen in das Aufgabenfeld des Fraktionsvorsitzenden gehört.
Der letzten Endes trotzdem gelungene Aufstieg zu Adenauers Vertrautem dürfte vor allem darauf zurückzuführen sein, dass Krone die Öffentlichkeit scheute und keine Ambitionen auf das Kanzleramt oder irgendeinen anderen Machtzuwachs hegte, sondern vielmehr Adenauers Arbeitsstratege im Hintergrund wurde, der die Bundestagsfraktion auf Linie und Adenauer somit den Rücken frei hielt. Dies brachte ihm weiteren Respekt in den eigenen Reihen ein, aber auch allerhand hämische Aussagen, welche ihn als steifen und spröden Politiker karikierten. Unter anderen bezeichnete ihn der damalige Bundespräsident Theodor Heuss als „hölzernen, langweiligen Funktionärstyp“. Diese Kritik übertönten jedoch die positiven Rückmeldungen aus den eigenen Reihen, die Heinrich Krone mit Aussagen wie „Papa Krone“ oder „Adenauers Alleskleber“ würdigten und somit die Leistungen Krones in puncto Zusammenhalt der Fraktion unterstrichen.
Trotz der ihm bescheinigten bescheidenen Ambitionen, vielleicht auch gerade deswegen, stieg er in der Zeitspanne von 1955 bis 1961 zu einem der mächtigsten Männer in Bonn auf und erlangte 1961 das Ministeramt für besondere Aufgaben in Adenauers Kabinett. Zuvor gab es 1959 interne Beratungen der CDU/CSU-Bundestagsfraktion, Krone als eigenen Kandidaten für die Bundespräsidentenwahl aufzustellen, was Krone allerdings ablehnte. Trotz dieser ihm von der Fraktion bescheinigten Ambitionen konnte er sich politisch nicht klar von Adenauer distanzieren und somit kein eigenständiges politisches Profil entwickeln, um so die sich öffnenden politischen Türen für sich zu nutzen. Dennoch erlangte Krone mit dem Amt des Bundesministers sowie dem des Vizepräsidenten des Bundesverteidigungsrats eine enorme Machtfülle, die er vor allem für seine Partei und zum Knüpfen neuer Kontakte nutzte. Für Adenauer bedeutete dies, dass er nach dem Ausscheiden als Kanzler immer noch einen gewissen Einfluss auf die Tagespolitik unter seinem Nachfolger Ludwig Erhard (für den auch Krone gehandelt worden war) durch die Besetzung Heinrich Krones auf die oben genannten Posten hatte, da Krone durch diese Ämter aktiv an der Gestaltung der Außen- und Sicherheitspolitik der Bundesrepublik teilnahm.

### Öffentliche Ämter
Am 14. November 1961 wurde er als Bundesminister für besondere Aufgaben in die von Adenauer geführte Bundesregierung berufen. Dieses Amt behielt er auch unter Bundeskanzler Ludwig Erhard, in dessen Kabinett er dann am 13. Juli 1964 zum Bundesminister für die Angelegenheiten des Bundesverteidigungsrates ernannt wurde. Nach dem Bruch der Koalition mit der FDP und dem Ausscheiden von Bundeskanzler Ludwig Erhard aus dem Amt endete auch Krones Amtszeit als Bundesminister am 30. November 1966. Als 1969 auch seine Zeit als Bundestagsabgeordneter nach zwanzig Jahren endete, wechselte er in das Amt des politischen Beraters, in dem er vor allem die Ost-West Politik mitgestaltete, wofür ihm der „Kanzler der Einheit“, Helmut Kohl, ausdrücklich dankte. Die Früchte seiner Arbeit erlebte Krone allerdings nicht mehr mit, da er drei Monate vor dem Fall der Mauer (1989) starb. Er war der letzte lebende Abgeordnete der im Dezember 1924 und im Mai 1928 gewählten Reichstage.

## Veröffentlichungen
- Hans-Otto Kleinmann (Berab.): Heinrich Krone. Tagebücher. Droste, Düsseldorf
  - Bd. 1: 1945–1961, 1995, ISBN 3-7700-1876-1.
  - Bd. 2: 1961–1966, 2003, ISBN 3-7700-1892-3.